# Números telefónicos em Macau

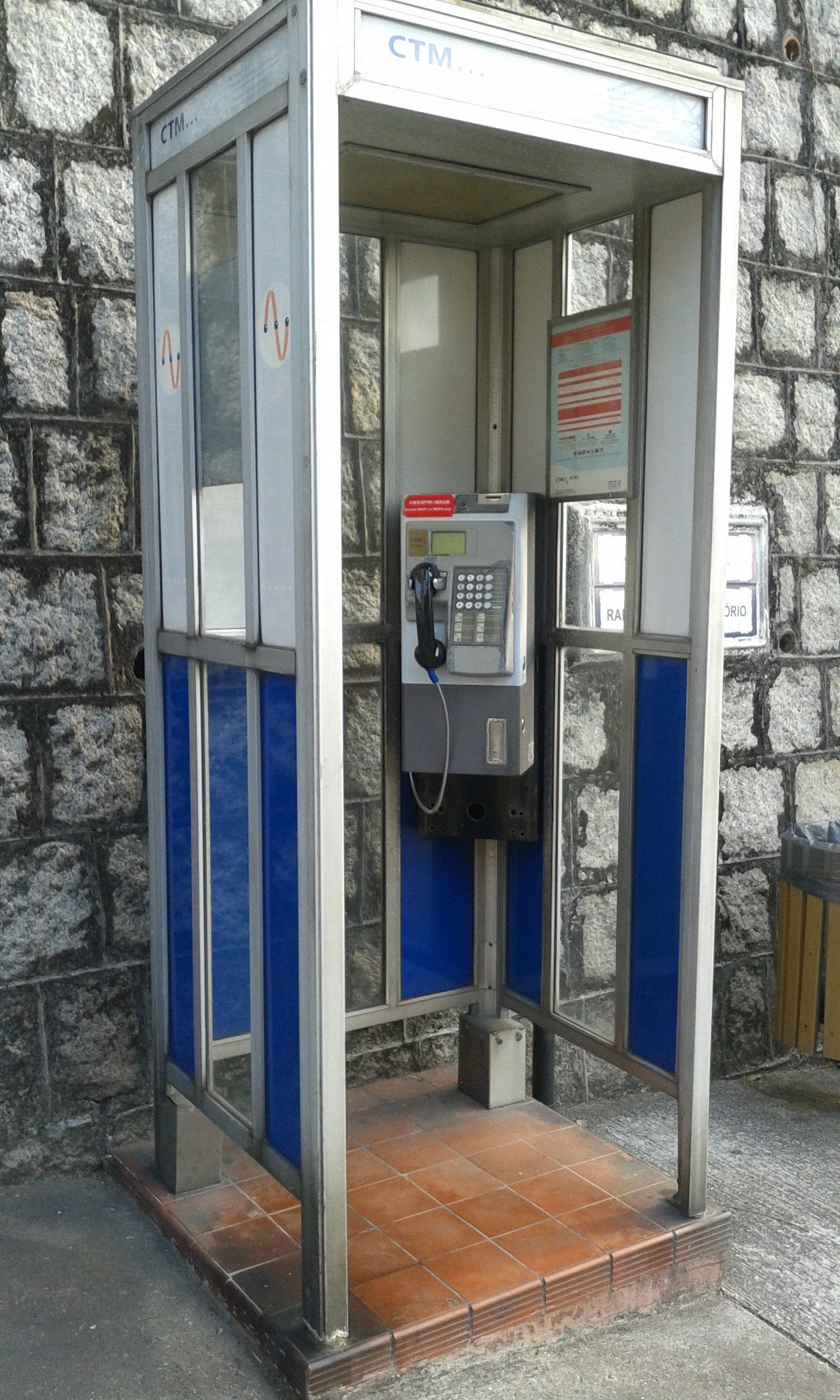
Cabine telefónica em Macau

Números telefónicos em Macau são usados, exclusivamente, na Região Administrativa Especial de Macau. Portanto, não são classificados nos números telefónicos da República Popular da China como os números telefónicos de Hong Kong.O código telefónico de Macau é 853. 

## História
Antes da década de 1980, os números telefónicos de Macau foram apenas em 4 dígitos, e foram geridos pela Direcção dos Serviços de Correios e Telecomunicações. A partir da década de 1980, o direito exclusivo da prestação de serviços telefónicos foi concedido à Companhia de Telecomunicações de Macau, os números telefónicos de telefone fixo aumentaram a 6 dígitos, e posteriormente em 1998, após o serviço de telemóvel foi lançado, os números telefónicos de telemóveis foram definidos a 7 dígitos.  

### De Década de 1980 a Março de 2007
Antes de Março de 2007, o comprimento de números telefónicos não foi uniformizado  
- A maior parte de números telefónicos de telefone fixo foi em 6 dígitos
- Os números telefónicos de telemóvel foram em 7 dígitos
- Os números telefónicos de DDI foram em 7 dígitos

Os números telefónicos iniciais de telefone fixo puderam ser qualquer dígito, expecto os dígito 0,1 e 6, enquanto os de telemóvel foram iniciados por dígito 6. O segundo dígito de números telefónicos de DDI deveu ser o dígito 9.   

### Mudanças após Março de 2007
No início de 2006, a Direcção dos Serviços de Regulação de Telecomunicações anunciou em nome do Governo de Macau, que todos os números telefónicos em Macau iriam ser aumentados, Esta actualização entrou em vigor a partir de 1 de Outubro de 2006, e colocou um período de adaptação. Durante aquele período, os residentes puderam ligar para ambos os números telefónicos novos e já existentes. Os números telefónicos de telefone fixo em 6 dígitos e telemóvel em 7 dígitos foram, oficialmente, suspensos às 00H05 de 1 de Março de 2007.   
Plano de Aumento de Dígitos dos Números Telefónicos: 
- Acrescentar-se os dígitos iniciais “28” a todos os números telefónicos de telefone fixo,
- E acrescentar-se o dígito inicial "6" a todos os números telefónicos de telemóvel,

a fim de uniformizar todos os números telefónicos externos existentes em 8 dígitos. 
Quanto aos números telefónicos de DDI, os novos pedidos de DDI a partir de 1 de Março de 2007 iriam ser em 8 dígitos enquanto os números telefónicos de DDI existentes acrescentaram-se  o dígito inicial "8" a partir de 1 de Janeiro de 2008. 

## Dígito incial de números telefónicos corresponde aos bairros
Segundo o dígito após os números iniciais "28", podendo identificar a que bairros os números telefónicos correspondem( Os números telefónicos pedidos nos últimos anos são em número de série, portanto as informações seguintes não são 100% precisas):   
- "2" : Areia Preta , Toi San , Ilha Verde , Fai Chi Kei, Patane
- "3" : Rotunda de Carlos da Maia , Tap Siac , Centro , Areia PretaAreia Preta
- "4" : Fai Chi Kei, Patane, Areia Preta
- "5" : Avenida de Horta e Costa, Porto Interior ( traço perto da Avenida de Almeida Ribeiro)
- "7" : Z.A.P.E, N.A.P.E., Praia Grande, Areia Preta ( traço perto do Reservatório)
- "8" : Ilhas ( Taipa , Coloane )
- "9" : Porto Interior ( traço perto da Barra)

## Dígito incial de números telefónicos de telemóvel
Segundo o dígito após os números iniciais "66", podendo identificar os operadores de telemóvel ( Os residentes de Macau podem mudar o operador livremente sem actualizar os números telefónicos. Portanto, as informações seguintes não são 100% precisas):
- "1": CTM
- "2": SmarTone Macau
- "3": 3 Macau
- "4": 3 Macau
- "5": CTMCTM
- "6": CTMCTM
- "7": China Telecom
- "8": CTMCTM
- "9": CTMCTM

Segundo o dígito após os números iniciais "62", podendo identificar os operadores de telemóvel ( Os residentes de Macau podem mudar o operador livremente sem actualizar os números telefónicos. Portanto, as informações seguintes não são 100% precisas): 
- "3": 3 Macau
- "8": CTMCTM
- "9": CTMCTM
- "0": CTMCTM

Segundo o dígito após os números iniciais "68", podendo identificar os operadores de telemóvel ( Os residentes de Macau podem mudar o operador livremente sem actualizar os números telefónicos. Portanto, as informações seguintes não são 100% precisas): 
- "8": CTMCTM

## Dígito inicial de números telefónicos de DDI
Segundo o dígito após o número inicial "8", podendo identificar os números telefónicos de DDI correspondem a que entidades ou serviços públicos:   
- "3905": Serviços de Saúde
- "8822": Universidade de Macau
- "3995": Direcção dos Serviços de Estatística e Censos
- "5986": Corpo de Polícia de Segurança Pública
- "5994": TDM - Teledifusão de Macau, S.A
- "5996": Instituto Politécnico de Macau
- "800": Directoria da Polícia Judiciária

## Núermos telefónicos de Serviços de Emergência
- Serviço de emergência - Polícia, bombeiros e ambulância : 999
- Corpo de Bombeiros: 119 ou 28572222
- Ambulância do Corpo de Bombeiros: 120 ou 28572222
- Corpo de Polícia de Segurança Pública: 28573333
- Directoria da Polícia Judiciária: 993

## Ligação externa
- CTT - Telecomunicações